# Alejandro Nieto Molina
Alejandro Nieto Molina (Bogotá, 1968 – Miami, 8 de febrero de 2016), más conocido como el "Tátara", fue un periodista, locutor y productor radial colombiano. Era reconocido por trabajar en las cadenas RCN Radio y Caracol Radio.

## Biografía
Alejandro Nieto Molina era hijo del locutor Julio Nieto Bernal y hermano del también locutor Andrés Nieto Molina. Estudió comunicación social e ingeniería industrial en la Universidad Externado de Colombia. En 1988 debutó en la emisora Superestación, posicionada como la más importante alternativa juvenil en la radio capitalina, lo que le valió, años después, el hacer parte de las más grandes cadenas radiales del país, como Caracol y RCN.
En 1993 asumió el reto de crear y dirigir el sistema La Mega, emisora juvenil de RCN Radio que con el tiempo se posicionó y cuenta con una cobertura de 16 ciudades en el país. En Caracol Radio también fue responsable de programas musicales e informativos, además de presentar el Noticiero del mediodía y colaborar con el programa Hoy por Hoy del Darío Arizmendi, hasta que en el 2003 fue nombrado gerente adjunto de programación de Caracol Radio.
En 2005 se radicó en Estados Unidos para trabajar en el proceso de expansión de Prisa Radio en este país como vicepresidente de Programación. Durante cinco años se concentró en crear y consolidar diferentes productos radiofónicos para así gestar un modelo de radio que caracterizara a todas las emisoras habladas del Grupo Prisa. 
En el 2010 decidió aceptar la propuesta de la Cadena Ser, para hacer una reingeniería de sus emisoras, por lo que se radicó en España, permaneció hasta el 2015. En 2016 fue nombrado como vicepresidente  y gerente de comunicaciones radiales de Univisión. 
Murió en Miami de un infarto de miocardio a la edad de 48 años el 8 de febrero de 2016.

## Vida personal
Alejandro Nieto Molina contrajo matrimonio con la periodista Marcela Sarmiento en 1997. Ambos tuvieron dos hijas Paulina y Florencia.